# Сатана говорит!
«Сатана говорит!» (англ. Satan speaks!) — сборник, состоящий из 60 эссе, написанный Антоном Шандором Лавеем незадолго до его смерти. В него вошли предисловие Мэрилина Мэнсона, введение Бланш Бартон и обложка Купа. Книга была опубликована издательством Feral House в 1998 году.